# Campi von Heiligenberg

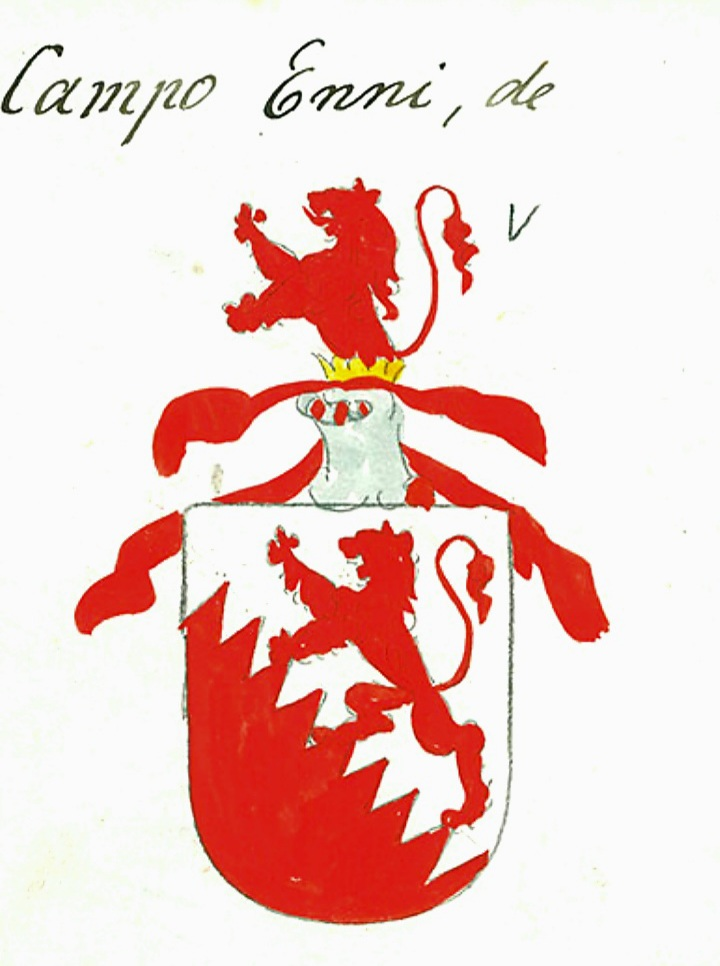
Stammwappen der Campi (de Campo [d']Enni aus Campodenno; gemäß Lehenbrief 1647)

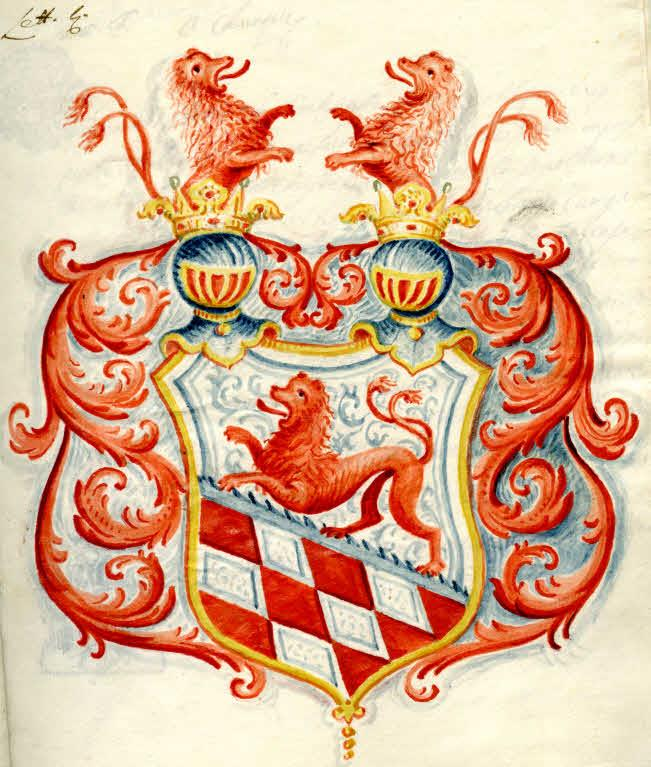
Wappen der Campi von Heiligenberg im Gesuch um Adelsbestätigung, 1793

Campi von Heiligenberg, Rover und Spon ist der Name eines Briefadelsgeschlechts aus der südlichen Grafschaft Tirol, das in den Reichsadels- und erbländisch-österreichischen Freiherrenstand erhoben wurde. Das Geschlecht weist neben der Namensähnlichkeit des Geschlechtsnamens auch eine gewisse Wappenähnlichkeit zu den westfälisch-niedersächsischen von Campe auf.

## Geschichte

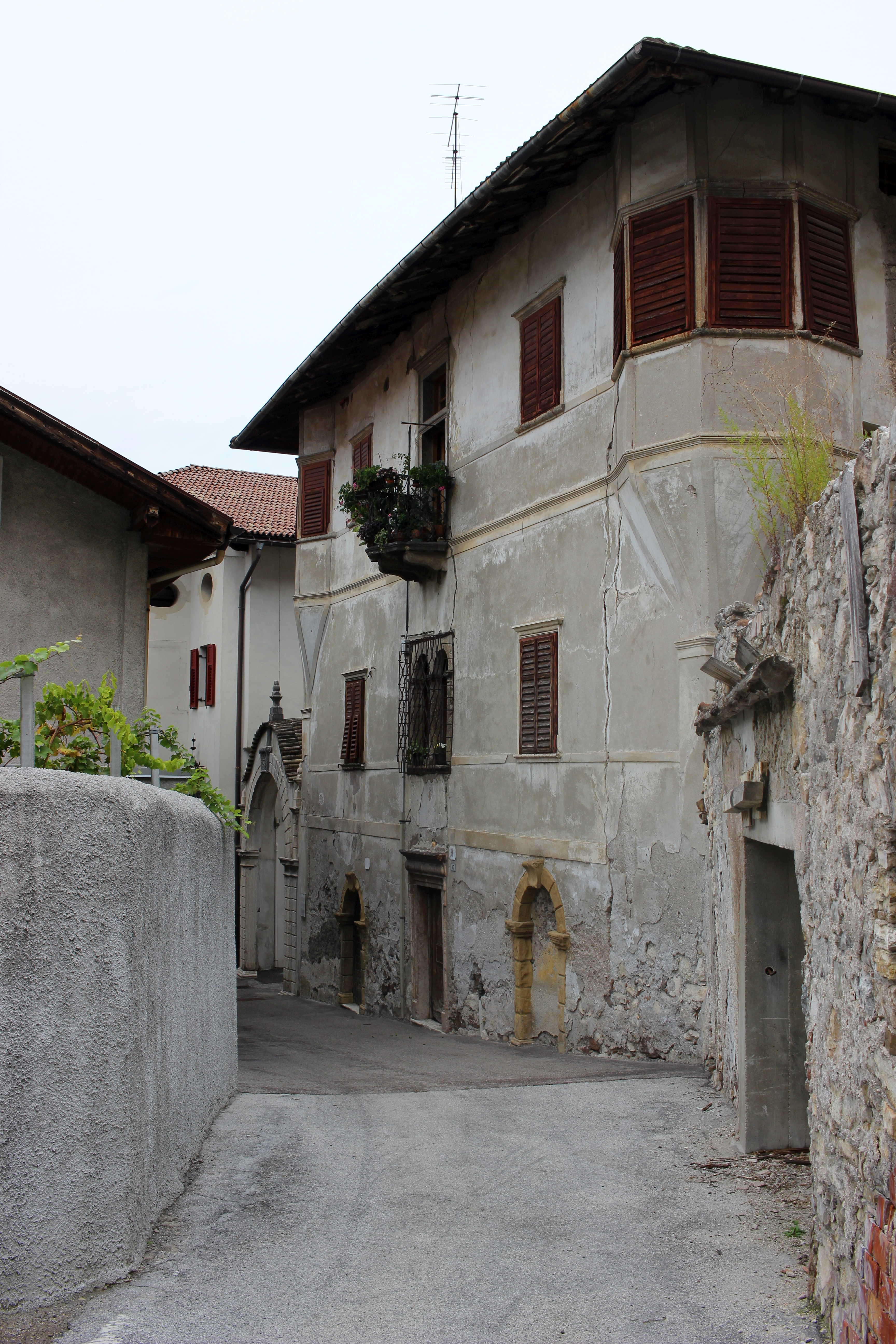
Ansitz De Campi in Salurn

Der Herkunftsort war Campodenno, im unteren Nonstal, oder Castelfondo im oberen Nonstal. Angehörige dienten seit der Mitte des 15. Jahrhunderts als bischöfliche Amts- bzw. Hauptleute und Notare. Bereits 1545 soll der Fürstbischof von Trient, Cristoforo Madruzzo, die Campi mit besonderen Privilegien ausgestattet haben, des Weiteren tat dies 1621 Kaiser Ferdinand II. in den österreichischen Erblanden, worauf dem Adelsgeschlecht der alte Reichsritterstand, adelige Freiheiten und Wappenbesserungen bestätigt wurde. Außer in Campodenno, Denno, Cles und Cavareno im Nonstal breitete sich die Familie auch nach Frangart, Eppan, Kaltern, Nals und Salurn im Etschland aus. In Salurn bekleidete Pankraz Campi von Heiligenberg im 17. Jahrhundert das Amt des Pflegers. Die Campi bewohnten dort den Ansitz De Campi. Am 14. Juli 1678 erlangten Johann Baptist, Bonaventura, Ferdinand, Pankraz und Friedrich Campi den Adelsstand, das Wappen ihres Vetters Franz Campi, sowie das Prädikat „von Heiligenberg“. Maria Helena Campi von Heiligenberg heiratete Ferdinand Karl Sagmeister von Sagburg, deren Allianzwappen am Ansitz Rosengarten in Lana angebracht ist.
Am 15. Juli 1737 erhob Kaiser Karl VI. in Wien Johann Anton Pangraz Campi von Heiligenberg, Rover und Spon mit dem Prädikat „von Heiligenberg“ in den erbländisch-österreichischen Freiherrenstand. Darauf wurde der Familie am 22. November 1747 mit den Namen „Campi von Monte Sancto“ (italienisch „Monte Sancto“ = „Heiligenberg“) auch der fürsterzbischöflich-trentinische Adelsstand verliehen. Am 21. Oktober 1760 erscheint Johann Anton von Campi als Mitglied des Gerichtsausschusses von Neuhaus. Das Wappen der Campi wird heute in abgewandelter Form von der Gemeinde Campodenno als Gemeindewappen geführt.

## Wappen

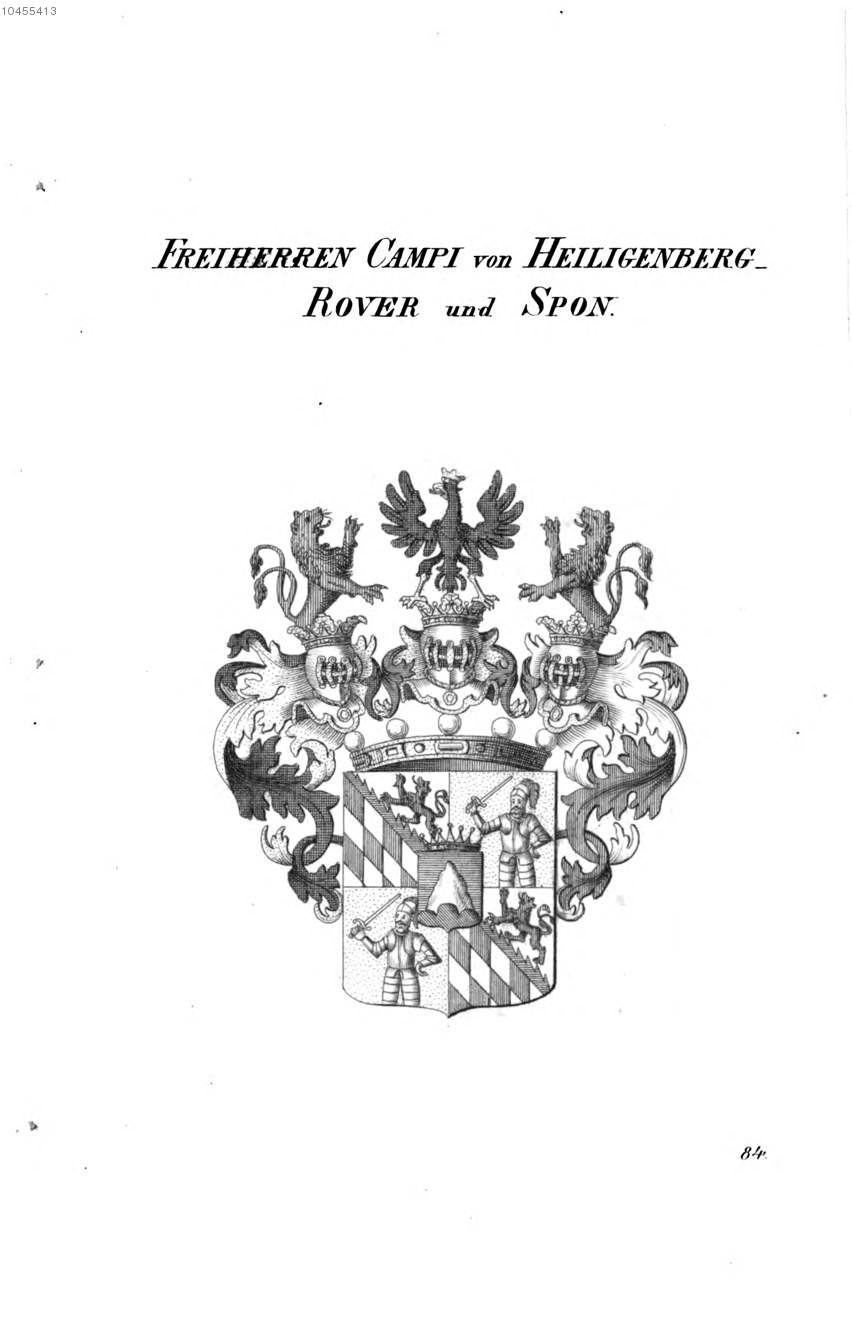
Wappen der Freiherren Campi von Heiligenberg, Rover und Spon nach Konrad Tyroff
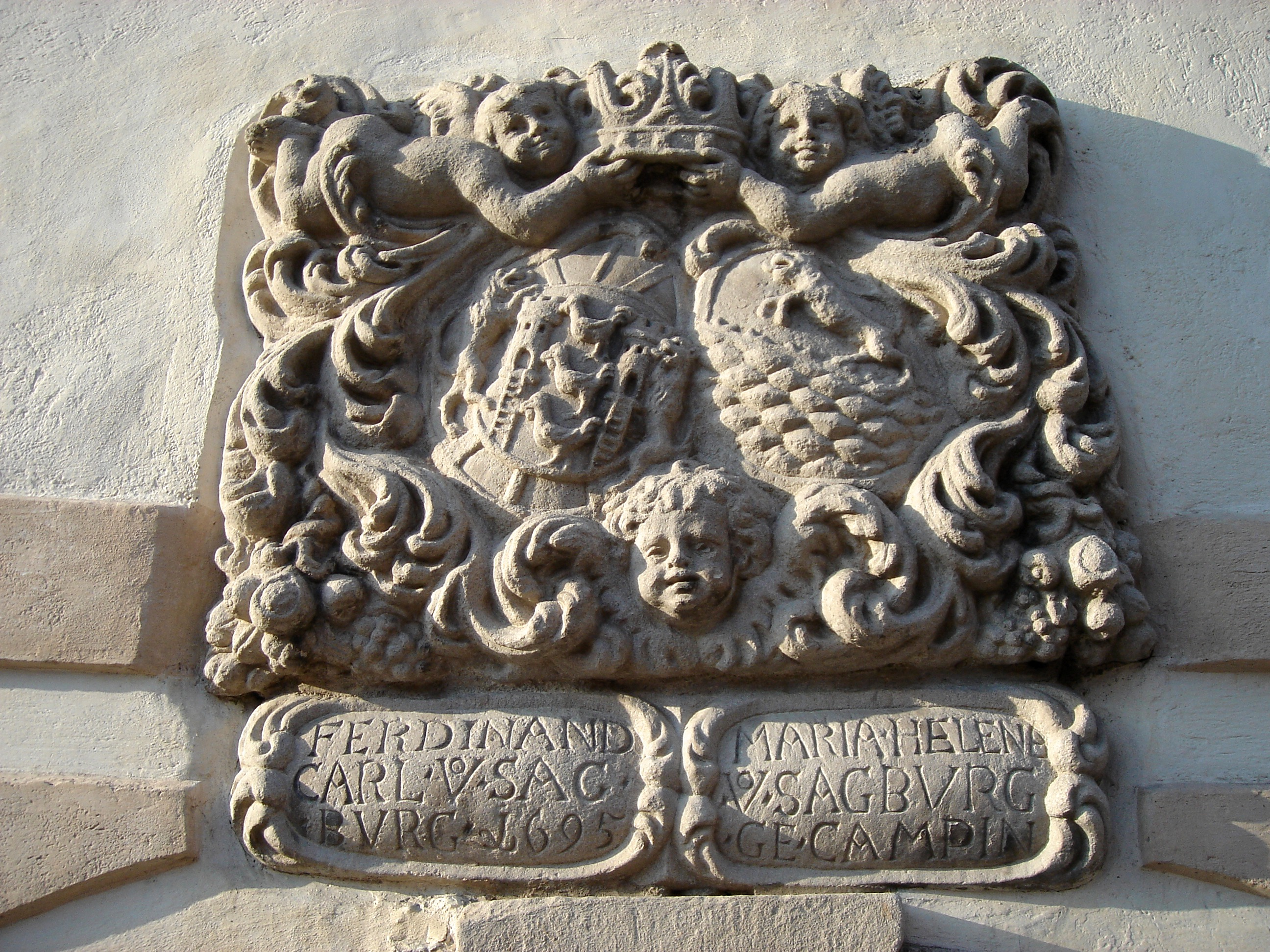
Allianzwappen Sagburg und Campi am Ansitz Rosengarten in Lana
Wappen der Gemeinde Campodenno